# Henry Oldenburg
Henry Oldenburg ou Oldenbourg (né Heinrich Oldenburg à Brême, vers 1619 - Londres, 5 septembre 1677) est un diplomate et homme de science d'origine allemande, premier secrétaire de la Royal Society, connu pour avoir établi un vaste réseau de coopération et d'échanges entre savants européens au XVIIe siècle.

## Biographie
Henry Oldenburg est le fils de Heinrich Oldenburg, professeur au lycée de Brême (de) et, plus tard, à l'Université de Tartu. Il obtient son diplôme de théologie le 2 novembre 1639 et part en Angleterre comme précepteur dans des familles nobles. En 1648, il s'en va parcourir l'Europe et revient à Brême en 1652. L'année suivante, le Sénat de Brême l'envoie en Angleterre pour négocier avec Olivier Cromwell le respect de la neutralité de Brême dans la guerre opposant l'Angleterre à la Hollande. Cromwell lui confirme son soutien à l'indépendance de Brême, la Suède aussi. 
Oldenburg entre alors en contact avec les plus importants philosophes et scientifiques anglais tels John Milton, Thomas Hobbes, et surtout Robert Boyle qui lui demande d'être le précepteur de son neveu Richard Jones. Avec ce jeune noble, Oldenburg voyage en Europe et rencontre les groupes de scientifiques qu'avait réunis l'érudit français Marin Mersenne, s'inspirant des collèges invisibles, mais se faisant promoteurs d'un institut à orientation plus scientifique que philosophique. Soit grâce à John Milton qu'il avait rencontré en mission, soit grâce à  Lady Ranelagh (en), sœur de Boyle et mère de son élève, Oldenburg entre dans un important cercle intellectuel comprenant Samuel Hartlib, le théologien John Dury, l'économiste William Petty, etc.
En 1663, Oldenburg épouse Dorothy West, qui décède deux ans plus tard. Il contracte un second mariage avec Dora Katherina (1654-1677), la fille de John Dury, dont il a deux enfants, Rupert et Sophia. C'est seulement en 1677, peu de temps avant sa mort, qu'il acquiert la citoyenneté anglaise.

## Un précieux intermédiaire
Au début de la Restauration monarchique, la Royal Society est créée le 28 novembre 1660, en l'absence d'Oldenburg, mais il figure sur la liste des membres et en est nommé secrétaire l'année suivante, occupant parfois la fonction avec le scientifique anglais John Wilkins. Il établit dans toute l'Europe un vaste réseau de contacts scientifiques avec qui il entretient une correspondance suivie. Sans se laisser affecter par les inimitiés qui font immanquablement leur apparition dans les coulisses de l'Académie, ni par une incarcération en 1667 à la Tour de Londres, occasionnée par les soupçons qu'avait éveillés, dès 1666, sa volumineuse correspondance avec l'étranger, sous le pseudonyme Grubendol, il continue par tous les moyens à déjouer la censure pour faciliter les communications entre chercheurs et à user de ses talents diplomatiques pour apaiser les tensions et désamorcer les querelles entre savants. 
L'érudit français Samuel Sorbière, qui l'avait rencontré « fort souvent à Paris, & chez moi, & dans l'Assemblée de M. de Montmor, à laquelle il estoit fort assidu » et qui le rencontre à Londres de nouveau, parle de Henry Oldenburg comme de « ce curieux Allemand » qui, « ayant profité de ses voyages » et ayant « frotté sa cervelle contre la cervelle d'autruy, s'estoit fait considérer à son retour en Angleterre, comme une personne capable de tenir la plume de l'Académie » .
Parmi ses correspondants de marque figurent Rasmus Bartholin, Robert Boyle, Comenius, Samuel de Fermat, fils de Pierre, Thomas Hobbes, Robert Hooke, Spinoza, Melchisédech Thévenot, Isaac Vossius. Il formule en leur nom l'ambition de la science : « Pousser jusqu'à l'extrême limite des choses et s'efforcer de pénétrer l'antichambre de la Nature pour atteindre son cabinet secret ». 

## Diffusion du savoir

### Les freins
Aux XVIe et XVIIe siècles, beaucoup des grands noms ayant contribué aux découvertes de la révolution scientifique se voyaient contraints d'exercer d'autres activités. La plupart des personnes se consacrant aux sciences étaient théologiens, diplomates, juristes, prêtres, architectes , etc.. Il n'existait pas de scientifiques professionnels, mis à part quelques rares privilégiés travaillant aux ordres d'un roi ou d'un dirigeant prestigieux. En outre, la plupart des scientifiques étaient pratiquement autodidactes. Les universités suivaient l'évolution des sciences en accusant généralement un fort retard. L'isolement des scientifiques était un autre frein au développement de la science et il fallait parfois des mois, voire des années pour qu'une nouvelle découverte soit portée à la connaissance du reste de la communauté scientifique. La rivalité entre   nations constituait un obstacle supplémentaire. 

### Efflorescence des groupes
Les structures qui stimulèrent véritablement la diffusion de la science moderne à travers toute l'Europe furent les sociétés scientifiques et leurs moyens de communication. La première académie scientifique conçue comme un lieu de rencontre d'intellectuels, ainsi que d'échanges d'expériences et de connaissances fut fondée en 1603 à Rome par le noble et scientifique Federico Cesi (1585-1630) : l'Académie des Lyncéens — Academia dei lincei — dont Galilée fut un membre célèbre. L'Académie de l'expérimentation fut créée en 1657 à Florence par Ferdinand II, duc de Toscane et son frère Léopold. La Royal Society, née en 1660 de la fusion des groupes de Londres et d'Oxford, fut avec l'Académie royale des sciences de Paris la principale société scientifique de l'époque. 
Un Français, contemporain d'Oldenburg, le moine érudit, mathématicien et philosophe français Marin Mersenne (1588-1648), convaincu que les scientifiques doivent travailler en communauté, avait créé ce que l'on appelle le cercle de Mersenne qui se réunissait parfois dans sa cellule et dont firent notamment partie Descartes, Roberval, Gérard Desargues, Fermat et Gassendi. Ce groupe que les historiens désignent parfois comme l'Académie de Mersenne, s'unit, à la disparition de Mersenne, à un groupe intellectuel fondé par les frères Pierre et Jacques Dupuy, bibliothécaires royaux, d'où les mathématiques sont absentes. Ce second groupe accueille Huygens, Oldenburg et Gassendi, mais aussi des représentants de nombreuses disciplines autres que mathématiques. L'union des deux associations s'appela ensuite Academia Pariensis. 

### Les journaux savants
S'étant établi à Londres, Oldenburg devient l'un des premiers membres de la Royal Society, qui le nomme son premier secrétaire en 1662. Peu après la parution en France du premier numéro du Journal des savants, il fonde en 1665 le journal Philosophical Transactions, dans lequel il publie les lettres que lui adressent les savants de l'Europe entière. Il s'agit en fait d'une entreprise personnelle, Oldenburg étant pleinement conscient du besoin de ressources permettant de placer les progrès de la science à la portée de tous les intéressés. Il publie la revue à ses frais avec l'accord de la Royal Society, croyant détenir une affaire rentable, ce qui fut loin d'être le cas : dans le courant du XVIIIe siècle, la revue devint le bulletin officiel de la Société . 

### Diffusion de la machine arithmétique
Parmi ses correspondants — dont il entretient le réseau tout au long de sa carrière — se trouvent quelques-uns des chercheurs et philosophes les plus en avance sur leur temps. Pour exemple, il reçoit un courrier du grand scientifique néerlandais Huygens, à qui Leibniz avait présenté en 1672 le prototype de sa machine arithmétique (en bois et incomplète), décrivant la machine comme un grand progrès, quoique nécessitant des améliorations. Oldenburg convoque une session de la Royal Society afin que Leibniz puisse présenter sa machine arithmétique. Éprouvant une grande joie à participer aux réunions de la Société, Leibniz dépose sa demande d'adhésion avant de quitter Londres et en devient membre. Et en octobre 1676, Oldenburg a l'honneur de se faire présenter par Leibniz le prototype perfectionné de sa machine arithmétique.  

## La polémique du calcul
Il a toujours été dit que Newton fut le premier à développer les manières du calcul et Leibniz le premier à en publier les principes et les résultats. Tous deux y parvinrent de façon indépendante et en s'appuyant sur les mêmes prédécesseurs : Descartes, Fermat, Cavalieri, Pascal, Wallis, Barrow , etc. Dès 1674, Leibniz affirmait, dans une lettre adressée à Oldenburg, avoir réalisé la quadrature arithmétique du cercle par une méthode générale qu'il avait trouvée, puis prétendait, en 1675,avoir découvert une méthode de résolution des quadratures pouvant être généralisée, sans toutefois en préciser davantage. Le mathématicien et physicien saxon Walter von Tschirnhaus arriva la même année à Paris, venant de Londres, avec des lettres d'introduction d'Oldenburg pour Leibniz et Huygens. Tschirnhaus travailla un temps avec Leibniz, notamment sur des manuscrits de Pascal qui disparurent ensuite et dont les seules informations restantes nous proviennent du travail de Leibniz. D'après les écrits disponibles, il semble évident que Tschirnhaus était peu porté sur le calcul infinitésimal : il ne put donc en aucun cas fournir de quelconques informations à Leibniz sur ce qu'il avait pu apprendre à Londres. Tschirnhaus affirmait que l'ensemble des travaux effectués par Barrow et d'autres mathématiciens provenait des contributions de Descartes. En réponse à cette théorie, Collins, de la Royal Society,  publia un texte d'un cinquantaine de pages connu sous le titre d'Historiola dans lequel il explique le calcul développé par Barrow et Newton. En 1675, il en envoya un extrait à Tschirnhaus et à Leibniz. Or, à ce moment-là, ce dernier maîtrisait déjà son propre calcul. Lorsque Leibniz quitta Paris en octobre 1676, il passa une semaine à Londres avant de rejoindre Hanovre. Collins, alors bibliothécaire de la Royal Society, autorisa Leibniz à copier des extraits de son Historiola, ainsi que du texte De Analysi de Newton. 
Au fil des années Newton et Leibniz correspondirent par l'intermédiaire d'Oldenburg. Le 5 août 1676, par l'intermédiaire du mathématicien allemand Johann Samuel König qui était de passage à Paris, Oldenburg envoya à Leibniz une lettre de Newton dite epistola prior ; la lettre fut d'abord égarée puis remise le 26 du même mois. Newton y décrivait en particulier la formule du binôme et présentait plusieurs résultats, tous déjà connus de Leibniz, sans jamais expliquer les méthodes grâce auxquelles il y parvenait. Leibniz lui répondit le lendemain, l'informant que sa propre méthode était différente. Lors du procès sur la découverte du calcul, on insista sur le fait que Leibniz avait attendu presque trois semaines avant d'étudier la lettre en profondeur et de répondre à Newton. 
En 1677, il reçut une seconde lettre de Newton, epistola posterior, dans laquelle celui-ci présentait tout son travail sur les séries infinies et lui faisait également part de son calcul, en le lui présentant sous forme de cryptogramme basé sur des lettres latines. Dès son premier article en 1684, Leibniz éprouva des difficultés à faire valoir la paternité du calcul infinitésimal ; il eut beau insister sur le fait que sa méthode était différente et qu'il y était parvenu avant d'avoir consulté le moindre texte de Newton — ce que prouvaitent les lettres envoyées à Oldenburg —, ce fut peine perdue. L'affaire se compliqua lorsque Nicolas Fatio de Duillier, un disciple de Newton, accusa Leibniz de plagiat. La polémique prit une telle ampleur que Leibniz sollicita une commission de la Royal Society afin de déterminer à qui donner raison dans ce débat. La commission, convoquée par Newton qui était alors le président de la société scientifique, conclut que la paternité revenait à l'Anglais. Avec cette querelle, les scientifiques anglais coupèrent leurs liens avec le reste des scientifiques et cessèrent d'échanger des informations. Leurs homologues du continent se rallièrent à Leibniz et les Anglais à Newton . 

## Fin de vie
Parmi ceux dont il soutient et encourage les travaux, certains s'illustreront tout particulièrement dans les années à venir, notamment Flamsteed, Malpighi et Leeuwenhoek.
 
Oldenburg a joui d'une bonne santé durant toute sa vie, mais il tombe gravement malade le 3 septembre 1677, décède deux jours plus tard à son domicile londonien et est inhumé dans le cimetière londonien de Bexley le 7 septembre 1677. Sa veuve meurt dix jours plus tard. Son décès a ouvert la porte à la querelle entre Leibniz et Newton, alors qu'il a contribué à les réunir.